# 劇場霊
『劇場霊』（げきじょうれい）は、2015年11月21日に公開された日本映画。島崎遥香（当時はAKB48）主演。監督は中田秀夫で制作。配給は松竹。
第21回エトランジェ映画祭・コンペティション部門出品作品。

## あらすじ
女優として売れず悩みを抱える主人公「水樹沙羅」は、舞台「鮮血の呼び声」のオーディションに合格し、端役を手にする。
同じくオーディションを受け端役を手にした、野村香織などの人たちと共に稽古に励むことになるが、その舞台を公演する会場にとある「人形」が持ち込まれて以降、美術スタッフの死亡事件や主役女優の事故など不穏な事件が起き始める。
そしてその事件の真相にたどり着いた時、想像絶する恐怖が主人公たちを襲う...！
主人公たちは生き残ることができるのか!？

## キャスト
- 水樹沙羅 - 島崎遥香
- 野村香織 - 足立梨花
- 篠原葵 - 高田里穂
- 和泉浩司 - 町田啓太（劇団EXILE）
- 児島敬一 - 中村育二
- 錦野豪太 - 小市慢太郎
- 小久保寿人
- 芹沢礼多
- 土村芳
- 広岡由里子
- ヨシダ朝
- 瀬川亮
- 柳憂怜
- 橘美緒
- 松尾薫
- 諏訪太郎
- 護あさな

## スタッフ
- 監督 - 中田秀夫
- 企画 - 秋元康
- 脚本 - 加藤淳也、三宅隆太
- 音楽 - 川井憲次
- 主題歌 - Thinking Dogs「もしもあなたが…」[5]
- 配給 - 松竹
- 制作プロダクション - ジャンゴフィルム
- 企画・製作幹事 - 日活、京楽産業ホールディングス
- 製作 - 「劇場霊」製作委員会（日活、京楽産業ホールディングス、電通、松竹、ハピネット）

## 封切り
全国266スクリーンで公開され、2015年11月21日、22日の初日2日間で興収5,720万6,200円、動員4万4,148人になり、映画観客動員ランキング（興行通信社調べ）で初登場第7位となった。

## 関連作品

### ドラマ
スピンオフドラマ『劇場霊からの招待状』（げきじょうれいからのしょうたいじょう）が、2015年10月17日（16日深夜）からTBSで、10月19日（18日深夜）からMBSで放送開始。1話完結、全10話で構成され、AKB48グループメンバーの11名が主演を務める。ナビゲーターを映画で錦野豪太役の小市慢太郎が務める。

#### キャスト（ドラマ）
※ 太字は主演。
第1話「埋葬」
- 香坂 里緒 - 横山由依（AKB48）
- 間宮 祥子 - 島ゆいか
- 沖田 悠美 - 飛鳥凛
- ゼミ教授 - 川屋せっちん
- 錦野 豪太 - 小市慢太郎

第2話「死期」
- 檜山花音 - 岡田奈々（AKB48）
- 内村大輝 - 酒井亮和
- 謎の男 - 橋本まつり
- 錦野豪太 - 小市慢太郎

第3話「偶像」
- 新堀可奈 - 入山杏奈（AKB48）
- 橘真里 - 森田望智
- 橘雄一 - 久松信美
- 仁科亜由美 - 星名利華
- 錦野豪太 - 小市慢太郎

第4話「腐敗」
- 矢代涼香 -  加藤玲奈（AKB48）
- 葉山奈津美 - 前田聖来
- 堀内康介 - 町井祥真
- 錦野豪太 - 小市慢太郎

第5話「因果」
- 石塚春香 - 古畑奈和（SKE48）
- 間宮倫子 - 椎名香織
- 野尻太郎 - 宇野祥平
- 錦野豪太 - 小市慢太郎

第6話「廃墟」
- 三ノ宮忍 - 中野郁海（AKB48）
- 岸本舞 - 小栗有以（AKB48）
- 岸本祐美 - 八木さおり
- 岸本俊介 - 吉家章人
- 錦野豪太 - 小市慢太郎

第7話「幻聽」
- 宇佐美アヤ - 北原里英（NGT48）
- 八木沼聡 - 岡村洋一
- 佐倉ユリ - 仁村紗和
- カンダ　- 宮田亜紀
- 錦野豪太 - 小市慢太郎

第8話「回帰」
- 和泉繭 - 向井地美音（AKB48）
- 杖をついた少女 - 森田想
- 和泉さくら - 大庭愛未
- 柏木純一郎 - 水澤紳吾
- 錦野豪太 - 小市慢太郎

第9話「憧憬」
- 悠木奈央 - 高橋朱里（AKB48）
- 林亜紀子 - 渡辺真起子
- 富樫亘 - 芦川誠
- 錦野豪太 - 小市慢太郎

第10話「永遠」
- 秋山由梨 - 木﨑ゆりあ（AKB48）
- 朝倉翔太 - 高村佳偉人
- 朝倉ハツ - 大方斐紗子
- 真鍋和也 - 落合モトキ
- 錦野豪太 - 小市慢太郎

#### スタッフ（ドラマ）
- 企画 - 秋元康
- 監督 - 中田秀夫、佐藤太、佐々木浩久、三宅隆太、木ノ本豪
- 脚本 - 加藤淳也、三宅隆太
- ナビゲーター - 小市慢太郎
- 音楽 - 川井憲次
- 主題歌 - Thinking Dogs「もしもあなたが…」

### 漫画
同名タイトルの漫画が、『週刊少年チャンピオン』（秋田書店）にて、2015年51号から2016年8号まで連載。脚本は加藤淳也と三宅隆太、作画担当はタカヲヨシノブ。

#### 単行本
- タカヲヨシノブ『劇場霊』 秋田書店〈少年チャンピオン・コミックス〉、全1巻
  1. 2016年3月8日発売 ISBN 978-4-253-20649-5